# Johnson Amoah
Johnson Amoah (* 15. August 1940 in Nkoranza) ist ein ehemaliger ghanaischer Dreispringer.
1968 schied er bei den Olympischen Spielen in Mexiko-Stadt in der Qualifikation aus. Bei den British Commonwealth Games 1970 in Edinburgh wurde er Fünfter.
Nach einem weiteren Vorrundenaus bei den Olympischen Spielen 1972 in München wurde er 1974 Vierter bei den British Commonwealth Games in Christchurch.
Seine persönliche Bestleistung von 16,30 m stellte er am 24. August 1972 in München auf.